# Малый Окорск
Малый Окорск (укр. Малий Окорськ) — село в Затурцевской сельской общине Владимирского района Волынской области Украины.
До 2020 года входило в Локачинский район.
Код КОАТУУ — 0722482405. Население по переписи 2001 года составляет 100 человек. Почтовый индекс — 45524. Телефонный код — 3374. Занимает площадь 34 км².